# Луду
Луду (рум. Ludu) — село у повіті Мехедінць в Румунії. Входить до складу комуни Поноареле.
Село розташоване на відстані 266 км на захід від Бухареста, 37 км на північ від Дробета-Турну-Северина, 106 км на північний захід від Крайови.

## Населення
За даними перепису населення 2002 року у селі проживали 111 осіб, усі — румуни. Усі жителі села рідною мовою назвали румунську.